# Liga Campionilor 2002-2003
Liga Campionilor 2002-2003 a fost cel de-al 11-lea sezon a celei mai importante competiții fotbalistice inter-club din Europa, Liga Campionilor UEFA, de la reformarea sa în 1992, și al 48-lea de la fondare. Competiția a fost câștigată de AC Milan, care a câștigat-o pe Juventus la penalti-uri într-o finală 100% italiană. Acesta a fost cel de-al 6-lea titlu european pentru Milan, și primul din ultimii 9 ani. Ruud van Nistelrooy de la Manchester United a devenit golgheter din nou, marcând 12 goluri
Real Madrid a intrat în competiție în postura de campioană en-titre, dar a fost eliminată de Juventus în semifinale.

## Tururile de calificare

### Prima rundă
| Echipa 1         | Scor gen. | Echipa 2      | Tur | Retur |
| ---------------- | --------- | ------------- | --- | ----- |
| F91 Dudelange    | 1–4       | Vardar        | 1–1 | 0–3   |
| Hibernians       | 3–2       | Shelbourne    | 2–2 | 1–0   |
| Portadown        | 2–3       | Belshyna      | 0–0 | 2–3   |
| Željezničar      | 4–0       | ÍA Akraness   | 3–0 | 1–0   |
| Skonto           | 6–0       | Barry Town    | 5–0 | 1–0   |
| Flora Tallinn    | 0–1       | APOEL         | 0–0 | 0–1   |
| Sheriff Tiraspol | (a) 4–4   | Zhenis Astana | 2–1 | 2–3   |
| Tampere United   | 0–6       | Pyunik        | 0–4 | 0–2   |
| FBK Kaunas       | 2–3       | Dinamo Tirana | 2–3 | 0–0   |
| Torpedo Kutaisi  | 6–2       | B36           | 5–2 | 1–0   |

### Runda a doua
| Echipa 1         | Scor gen. | Echipa 2          | Tur  | Retur |
| ---------------- | --------- | ----------------- | ---- | ----- |
| Sheriff Tiraspol | 1–6       | GAK               | 1–4  | 0–2   |
| Maccabi Haifa    | 5–0       | Belshyna Babruisk | 4–01 | 1–0   |
| Dynamo Kyiv      | 6–2       | Pyunik            | 4–0  | 2–2   |
| Zalaegerszegi TE | (a) 2–2   | NK Zagreb         | 1–0  | 1–2   |
| Boavista         | 7–3       | Hibernians        | 4–0  | 3–3   |
| Sparta Prague    | 5–1       | Torpedo Kutaisi   | 3–0  | 2–1   |
| Skonto           | 0–2       | Levski Sofia      | 0–0  | 0–2   |
| Vardar           | 2–4       | Legia Warsaw      | 1–3  | 1–1   |
| Hammarby IF      | 1–5       | Partizan          | 1–1  | 0–4   |
| Žilina           | 1–4       | Basel             | 1–1  | 0–3   |
| NK Maribor       | 4–5       | APOEL             | 2–1  | 2–4   |
| Lillestrøm SK    | 0–2       | Željezničar       | 0–1  | 0–1   |
| Club Brugge      | 4–1       | Dinamo București  | 3–1  | 1–0   |
| Brøndby IF       | 5–0       | Dinamo Tirana     | 1–0  | 4–0   |

1Match played at GSP Stadium in Nicosia, Cyprus after UEFA banned international matches from being played in Israel.

### Runda a treia
| Echipa 1         | Scor gen.  | Echipa 2          | Tur  | Retur    |
| ---------------- | ---------- | ----------------- | ---- | -------- |
| Genk             | (a) 4–4    | Sparta Prague     | 2–0  | 2–4      |
| Feyenoord        | 3–0        | Fenerbahçe        | 1–0  | 2–0      |
| Maccabi Haifa    | 5–3        | Sturm Graz        | 2–01 | 3–3      |
| Boavista         | 0–1        | Auxerre           | 0–1  | 0–0      |
| APOEL            | 2–4        | AEK Atena         | 2–3  | 0–1      |
| ZTE              | 1–5        | Manchester United | 1–0  | 0–5      |
| Sporting CP      | 0–2        | Internazionale    | 0–0  | 0–2      |
| Partizan         | 1–6        | Bayern München    | 0–3  | 1–3      |
| Shakhtar Donetsk | 2–2 (1–4p) | Club Brugge       | 1–1  | 1–1 d.p. |
| Željezničar      | 0–5        | Newcastle United  | 0–1  | 0–4      |
| Celtic           | 3–3 (a)    | Basel             | 3–1  | 0–2      |
| GAK              | 3–5        | Lokomotiv Moscow  | 0–2  | 3–3      |
| Rosenborg        | 4–2        | Brøndby           | 1–0  | 3–2      |
| Levski Sofia     | 0–2        | Dynamo Kyiv       | 0–1  | 0–1      |
| Milan            | (a) 2–2    | Slovan Liberec    | 1–0  | 1–2      |
| Barcelona        | 4–0        | Legia Warsaw      | 3–0  | 1–0      |

1Match played in Sofia, Bulgaria after UEFA banned international matches from being played in Israel.

## Faza grupelor
Basel, Genk și Maccabi Haifa au debutat în faza grupelor. Maccabi Haifa a devenit primul club din Israel, care s-a calificat vreodată în faza grupelor.

| Key to colours in group tables                                 |
| -------------------------------------------------------------- |
| Group winners and runners-up advance to the second group stage |
| Third-placed teams enter the UEFA Cup at the third round       |

### Grupa A
| Echipa   | Pld | W | D | L | GF | GA | GD | Pts |
| -------- | --- | - | - | - | -- | -- | -- | --- |
| Arsenal  | 6   | 3 | 1 | 2 | 9  | 4  | +5 | 10  |
| Dortmund | 6   | 3 | 1 | 2 | 8  | 7  | +1 | 10  |
| Auxerre  | 6   | 2 | 1 | 3 | 4  | 7  | −3 | 7   |
| PSV      | 6   | 1 | 3 | 2 | 5  | 8  | −3 | 6   |

|                   | ARS | AUX | DOR | PSV |
| ----------------- | --- | --- | --- | --- |
| Arsenal           | –   | 1–2 | 2–0 | 0–0 |
| Auxerre           | 0–1 | –   | 1–0 | 0–0 |
| Borussia Dortmund | 2–1 | 2–1 | –   | 1–1 |
| PSV Eindhoven     | 0–4 | 3–0 | 1–3 | –   |

### Grupa B
| Echipa       | Pld | W | D | L | GF | GA | GD  | Pts |
| ------------ | --- | - | - | - | -- | -- | --- | --- |
| Valencia     | 6   | 5 | 1 | 0 | 17 | 4  | +13 | 16  |
| Basel        | 6   | 2 | 3 | 1 | 12 | 12 | 0   | 9   |
| Liverpool    | 6   | 2 | 2 | 2 | 12 | 8  | +4  | 8   |
| Spartak Mos. | 6   | 0 | 0 | 6 | 1  | 18 | −17 | 0   |

|                | BAS | LIV | SPA | VAL |
| -------------- | --- | --- | --- | --- |
| Basel          | –   | 3–3 | 2–0 | 2–2 |
| Liverpool      | 1–1 | –   | 5–0 | 0–1 |
| Spartak Moscow | 0–2 | 1–3 | –   | 0–3 |
| Valencia       | 6–2 | 2–0 | 3–0 | –   |

### Grupa C
| Echipa      | Pld | W | D | L | GF | GA | GD | Pts |
| ----------- | --- | - | - | - | -- | -- | -- | --- |
| Real Madrid | 6   | 2 | 3 | 1 | 15 | 7  | +8 | 9   |
| Roma        | 6   | 2 | 3 | 1 | 3  | 4  | −1 | 9   |
| AEK Atena   | 6   | 0 | 6 | 0 | 7  | 7  | 0  | 6   |
| Genk        | 6   | 0 | 4 | 2 | 2  | 9  | −7 | 4   |

|             | AEK | GNK | RM  | ROM |
| ----------- | --- | --- | --- | --- |
| AEK Atena   | –   | 1–1 | 3–3 | 0–0 |
| Genk        | 0–0 | –   | 1–1 | 0–1 |
| Real Madrid | 2–2 | 6–0 | –   | 0–1 |
| Roma        | 1–1 | 0–0 | 0–3 | –   |

### Grupa D
| Echipa       | Pld | W | D | L | GF | GA | GD | Pts |
| ------------ | --- | - | - | - | -- | -- | -- | --- |
| Inter Milano | 6   | 3 | 2 | 1 | 12 | 8  | +4 | 11  |
| Ajax         | 6   | 2 | 2 | 2 | 6  | 5  | +1 | 8   |
| Lyon         | 6   | 2 | 2 | 2 | 12 | 9  | +3 | 8   |
| Rosenborg    | 6   | 0 | 4 | 2 | 4  | 12 | −8 | 4   |

|                | AJA | INT | OL  | ROS |
| -------------- | --- | --- | --- | --- |
| Ajax           | –   | 1–2 | 2–1 | 1–1 |
| Internazionale | 1–0 | –   | 1–2 | 3–0 |
| Lyon           | 0–2 | 3–3 | –   | 5–0 |
| Rosenborg      | 0–0 | 2–2 | 1–1 | –   |

### Grupa E
| Echipa      | Pld | W | D | L | GF | GA | GD | Pts |
| ----------- | --- | - | - | - | -- | -- | -- | --- |
| Juventus    | 6   | 4 | 1 | 1 | 12 | 3  | +9 | 13  |
| Newcastle   | 6   | 3 | 0 | 3 | 6  | 8  | −2 | 9   |
| Dinamo Kiev | 6   | 2 | 1 | 3 | 6  | 9  | −3 | 7   |
| Feyenoord   | 6   | 1 | 2 | 3 | 4  | 8  | −4 | 5   |

|                  | DK  | FEY | JUV | NEW |
| ---------------- | --- | --- | --- | --- |
| Dynamo Kyiv      | –   | 2–0 | 1–2 | 2–0 |
| Feyenoord        | 0–0 | –   | 1–1 | 2–3 |
| Juventus         | 5–0 | 2–0 | –   | 2–0 |
| Newcastle United | 2–1 | 0–1 | 1–0 | –   |

### Grupa F
| Echipa            | Pld | W | D | L | GF | GA | GD | Pts |
| ----------------- | --- | - | - | - | -- | -- | -- | --- |
| Manchester United | 6   | 5 | 0 | 1 | 16 | 8  | +8 | 15  |
| Leverkusen        | 6   | 3 | 0 | 3 | 9  | 11 | −2 | 9   |
| Maccabi Haifa     | 6   | 2 | 1 | 3 | 12 | 12 | 0  | 7   |
| Olympiacos        | 6   | 1 | 1 | 4 | 11 | 17 | −6 | 4   |

|                   | LEV | MHA | MU  | OLY |
| ----------------- | --- | --- | --- | --- |
| Bayer Leverkusen  | –   | 2–1 | 1–2 | 2–0 |
| Maccabi Haifa     | 0–2 | –   | 3–0 | 3–0 |
| Manchester United | 2–0 | 5–2 | –   | 4–0 |
| Olympiacos        | 6–2 | 3–3 | 2–3 | –   |

### Grupa G
| Echipa    | Pld | W | D | L | GF | GA | GD | Pts |
| --------- | --- | - | - | - | -- | -- | -- | --- |
| Milan     | 6   | 4 | 0 | 2 | 12 | 7  | +5 | 12  |
| La Coruña | 6   | 4 | 0 | 2 | 11 | 12 | −1 | 12  |
| Lens      | 6   | 2 | 2 | 2 | 11 | 11 | 0  | 8   |
| Bayern    | 6   | 0 | 2 | 4 | 9  | 13 | −4 | 2   |

|                     | MIL | BAY | DEP | LEN |
| ------------------- | --- | --- | --- | --- |
| Milan               | –   | 2–1 | 1–2 | 2–1 |
| Bayern München      | 1–2 | –   | 2–3 | 3–3 |
| Deportivo La Coruña | 0–4 | 2–1 | –   | 3–1 |
| Lens                | 2–1 | 1–1 | 3–1 | –   |

### Grupa H
| Echipa         | Pld | W | D | L | GF | GA | GD | Pts |
| -------------- | --- | - | - | - | -- | -- | -- | --- |
| Barcelona      | 6   | 6 | 0 | 0 | 13 | 4  | +9 | 18  |
| Lokomotiv Mos. | 6   | 2 | 1 | 3 | 5  | 7  | −2 | 7   |
| Club Brugge    | 6   | 1 | 2 | 3 | 5  | 7  | −2 | 5   |
| Galatasaray    | 6   | 1 | 1 | 4 | 5  | 10 | −5 | 4   |

|                  | BAR | BRU | GAL | LKM |
| ---------------- | --- | --- | --- | --- |
| Barcelona        | –   | 3–2 | 3–1 | 1–0 |
| Club Brugge      | 0–1 | –   | 3–1 | 0–0 |
| Galatasaray      | 0–2 | 0–0 | –   | 1–2 |
| Lokomotiv Moscow | 1–3 | 2–0 | 0–2 | –   |

## Second group stage
The eight group winners and eight group runners-up were drawn into four groups, with each one containing two group winners and two group runners-up. The top two teams in each group advanced to the Champions League knockout stage.
Tiebreakers, if necessary, are applied in the following order:
1. Points earned in head-to-head matches between the tied teams.
2. Total goals scored in head-to-head matches between the tied teams.
3. Away goals scored in head-to-head matches between the tied teams.
4. Cumulative goal difference in all group matches.
5. Total goals scored in all group matches.
6. Higher UEFA coefficient going into the competition.

| Key to colours in group tables                             |
| ---------------------------------------------------------- |
| Group winners and runners-up advance to the knockout stage |

### Grupa A
| Echipa       | Pld | W | D | L | GF | GA | GD  | Pts |
| ------------ | --- | - | - | - | -- | -- | --- | --- |
| Barcelona    | 6   | 5 | 1 | 0 | 12 | 2  | +10 | 16  |
| Inter Milano | 6   | 3 | 2 | 1 | 11 | 8  | +3  | 11  |
| Newcastle    | 6   | 2 | 1 | 3 | 10 | 13 | −3  | 7   |
| Leverkusen   | 6   | 0 | 0 | 6 | 5  | 15 | −10 | 0   |

|                  | BAR | LEV | INT | NEW |
| ---------------- | --- | --- | --- | --- |
| Barcelona        | –   | 2–0 | 3–0 | 3–1 |
| Bayer Leverkusen | 1–2 | –   | 0–2 | 1–3 |
| Internazionale   | 0–0 | 3–2 | –   | 2–2 |
| Newcastle United | 0–2 | 3–1 | 1–4 | –   |

### Grupa B
| Echipa   | Pld | W | D | L | GF | GA | GD | Pts |
| -------- | --- | - | - | - | -- | -- | -- | --- |
| Valencia | 6   | 2 | 3 | 1 | 5  | 6  | −1 | 9   |
| Ajax     | 6   | 1 | 5 | 0 | 6  | 5  | +1 | 8   |
| Arsenal  | 6   | 1 | 4 | 1 | 6  | 5  | +1 | 7   |
| Roma     | 6   | 1 | 2 | 3 | 7  | 8  | −1 | 5   |

|          | AJA | ARS | ROM | VAL |
| -------- | --- | --- | --- | --- |
| Ajax     | –   | 0–0 | 2–1 | 1–1 |
| Arsenal  | 1–1 | –   | 1–1 | 0–0 |
| Roma     | 1–1 | 1–3 | –   | 0–1 |
| Valencia | 1–1 | 2–1 | 0–3 | –   |

### Grupa C
| Echipa         | Pld | W | D | L | GF | GA | GD | Pts |
| -------------- | --- | - | - | - | -- | -- | -- | --- |
| Milan          | 6   | 4 | 0 | 2 | 5  | 4  | +1 | 12  |
| Real Madrid    | 6   | 3 | 2 | 1 | 9  | 6  | +3 | 11  |
| Dortmund       | 6   | 3 | 1 | 2 | 8  | 5  | +3 | 10  |
| Lokomotiv Mos. | 6   | 0 | 1 | 5 | 3  | 10 | −7 | 1   |

|                   | MIL | DOR | LKM | RM  |
| ----------------- | --- | --- | --- | --- |
| Milan             | –   | 0–1 | 1–0 | 1–0 |
| Borussia Dortmund | 0–1 | –   | 3–0 | 1–1 |
| Lokomotiv Moscow  | 0–1 | 1–2 | –   | 0–1 |
| Real Madrid       | 3–1 | 2–1 | 2–2 | –   |

### Grupa D
| Echipa            | Pld | W | D | L | GF | GA | GD | Pts |
| ----------------- | --- | - | - | - | -- | -- | -- | --- |
| Manchester United | 6   | 4 | 1 | 1 | 11 | 5  | +6 | 13  |
| Juventus          | 6   | 2 | 1 | 3 | 11 | 11 | 0  | 7   |
| Basel             | 6   | 2 | 1 | 3 | 5  | 10 | −5 | 7   |
| La Coruña         | 6   | 2 | 1 | 3 | 7  | 8  | −1 | 7   |

|                     | BAS | DEP | JUV | MU  |
| ------------------- | --- | --- | --- | --- |
| Basel               | –   | 1–0 | 2–1 | 1–3 |
| Deportivo La Coruña | 1–0 | –   | 2–2 | 2–0 |
| Juventus            | 4–0 | 3–2 | –   | 0–3 |
| Manchester United   | 1–1 | 2–0 | 2–1 | –   |

## Knockout stage

### Bracket
|  | Quarter-finals     | Quarter-finals | Quarter-finals | Quarter-finals |   |             | Semi-finals | Semi-finals | Semi-finals | Semi-finals |  |  | Final    | Final |
|  |                    |                |                |                |   |             |             |             |             |             |  |  |          |       |
|  | Real Madrid        | 3              | 3              | 6              |   |             |             |             |             |             |  |  |          |       |
|  | Manchester United  | 1              | 4              | 5              |   |             |             |             |             |             |  |  |          |       |
|  | Manchester United  | 1              | 4              | 5              |   | Real Madrid | 2           | 1           | 3           |             |  |  |          |       |
|  |                    |                |                |                |   | Real Madrid | 2           | 1           | 3           |             |  |  |          |       |
|  |                    | Juventus       | 1              | 3              | 4 |             |             |             |             |             |  |  |          |       |
|  | Juventus d.p.      | Juventus       | 1              | 3              | 4 | 1           | 2           | 3           |             |             |  |  |          |       |
|  | Juventus d.p.      |                |                |                |   | 1           | 2           | 3           |             |             |  |  |          |       |
|  | Barcelona          | 1              | 1              | 2              |   |             |             |             |             |             |  |  |          |       |
|  |                    |                |                |                |   |             |             |             |             |             |  |  | Juventus | 0 (2) |
|  |                    |                | Milan (p)      | 0 (3)          |   |             |             |             |             |             |  |  |          |       |
|  | Ajax               | 0              | 2              | 2              |   |             |             |             |             |             |  |  |          |       |
|  | Milan              | 0              | 3              | 3              |   |             |             |             |             |             |  |  |          |       |
|  | Milan              | 0              | 3              | 3              |   | Milan (a)   | 0           | 1           | 1           |             |  |  |          |       |
|  |                    |                |                |                |   | Milan (a)   | 0           | 1           | 1           |             |  |  |          |       |
|  |                    | Internazionale | 0              | 1              | 1 |             |             |             |             |             |  |  |          |       |
|  | Internazionale (a) | Internazionale | 0              | 1              | 1 | 1           | 1           | 2           |             |             |  |  |          |       |
|  | Internazionale (a) |                |                |                |   | 1           | 1           | 2           |             |             |  |  |          |       |
|  | Valencia           | 0              | 2              | 2              |   |             |             |             |             |             |  |  |          |       |

### Quarter-finals
| Echipa 1       | Scor gen. | Echipa 2          | Tur | Retur    |
| -------------- | --------- | ----------------- | --- | -------- |
| Real Madrid    | 6–5       | Manchester United | 3–1 | 3–4      |
| Ajax           | 2–3       | Milan             | 0–0 | 2–3      |
| Internazionale | 2–2 (a)   | Valencia          | 1–0 | 1–2      |
| Juventus       | 3–2       | Barcelona         | 1–1 | 2–1 d.p. |

### Semi-finals
| Echipa 1    | Scor gen. | Echipa 2       | Tur | Retur |
| ----------- | --------- | -------------- | --- | ----- |
| Real Madrid | 3–4       | Juventus       | 2–1 | 1–3   |
| Milan       | 1–1 (a)   | Internazionale | 0–0 | 1–1*  |

*Both clubs play in the same stadium (the San Siro), but Milan were the designated away side in the second leg, and so won on away goals.

### Finala
| Juventus                                                | 0–0 (d.p.)         | Milan                                             |
| ------------------------------------------------------- | ------------------ | ------------------------------------------------- |
|                                                         | Report MatchCentre |                                                   |
| Trezeguet · Birindelli · Zalayeta · Montero · Del Piero | 2–3                | Serginho · Seedorf · Kaladze · Nesta · Shevchenko |

## Topul marcatorilor
| Rank | Name                 | Team                | Goals | Appearances | Minutes played |
| ---- | -------------------- | ------------------- | ----- | ----------- | -------------- |
| 1    | Ruud van Nistelrooy  | Manchester United   | 12    | 9           | 681'           |
| 2    | Filippo Inzaghi      | Milan               | 10    | 14          | 1097'          |
| 3    | Roy Makaay           | Deportivo La Coruña | 9     | 11          | 909'           |
| 3    | Hernán Crespo        | Internazionale      | 9     | 12          | 981'           |
| 3    | Raúl González        | Real Madrid         | 9     | 12          | 1054'          |
| 6    | Jan Koller           | Borussia Dortmund   | 8     | 12          | 1059'          |
| 7    | Javier Saviola       | Barcelona           | 7     | 12          | 914'           |
| 7    | Thierry Henry        | Arsenal             | 7     | 12          | 1020'          |
| 9    | Ronaldo              | Real Madrid         | 6     | 11          | 758'           |
| 9    | Alan Shearer         | Newcastle United    | 6     | 10          | 878'           |
| 11   | Yakubu Aiyegbeni     | Maccabi Haifa       | 5     | 5           | 443'           |
| 11   | Sonny Anderson       | Lyon                | 5     | 6           | 502'           |
| 11   | Julio Hernán Rossi   | Basel               | 5     | 12          | 794'           |
| 11   | Guti                 | Real Madrid         | 5     | 15          | 847'           |
| 11   | Christian Giménez    | Basel               | 5     | 12          | 854'           |
| 11   | John Carew           | Valencia            | 5     | 13          | 974'           |
| 11   | Zlatan Ibrahimović   | Ajax                | 5     | 13          | 1008'          |
| 11   | Patrick Kluivert     | Barcelona           | 5     | 13          | 1078'          |
| 11   | Alessandro Del Piero | Juventus            | 5     | 13          | 1080'          |
| 11   | Pavel Nedvěd         | Juventus            | 5     | 15          | 1356'          |

- Sursa: Top Scorers – Final – Wednesday 28 May 2003 (after matches) (accessed 6 November 2010)